# 41-й моторизованный корпус (вермахт)
41-й моторизованный корпус (нем. XXXXI. Armeekorps (mot.)), сформирован 24 февраля 1940 года.
10 июля 1942 года переименован в 41-й танковый корпус.

## Боевой путь корпуса
В мае-июне 1940 года — участие в захвате Бельгии и Франции.
В апреле 1941 года — участие в захвате Югославии.
С 22 июня 1941 года — участие в германо-советской войне, в составе группы армий «Север». Бои в Прибалтике, затем под Ленинградом.

Калининская оборонительная операция. Московская битва (1941—1942)

10 октября 1941 года 41-й моторизованный корпус 3-й танковой группы начал наступление на Калинин. За подвижными соединениями продвигались пехотные дивизии.
12 октября 1941 года передовые моторизованные части подошли к Калинину.
В 1942 году — бои в районе Ржева (в составе группы армий «Центр»).

## Состав корпуса
В октябре 1941:
- 1-я танковая дивизия
- 14-я моторизованная дивизия
- 36-я моторизованная дивизия
- 6-я танковая дивизия

В январе 1942:
- 2-я танковая дивизия
- 36-я моторизованная дивизия

В мае 1942:
- 36-я моторизованная дивизия
- 161-я пехотная дивизия
- 342-я пехотная дивизия

## Командующие корпусом
- С 24 февраля 1940 — генерал танковых войск Георг-Ханс Райнхардт
- С 13 октября 1941 — генерал танковых войск Вальтер Модель
- С 15 января 1942 — генерал-лейтенант Йозеф Харпе